# Валя-де-Бразь
Валя-де-Бразь, Валя-де-Бразі (рум. Valea de Brazi) — село у повіті Хунедоара в Румунії. Адміністративно підпорядковане місту Урікань.
Село розташоване на відстані 256 км на північний захід від Бухареста, 63 км на південь від Деви, 124 км на північний захід від Крайови.

## Населення
За даними перепису населення 2002 року у селі проживали 438 осіб, усі — румуни. Усі жителі села рідною мовою назвали румунську.